# Kenneth Huszagh
Kenneth Huszagh, född 3 september 1891 i Chicago, död 11 januari 1950 i Delray Beach, var en amerikansk simmare.
Huszagh blev olympisk bronsmedaljör på 100 meter frisim vid sommarspelen 1912 i Stockholm.